# Femmine tre volte
Femmine tre volte è un film del 1957 diretto da Steno.

## Trama
Una squadra femminile di pallacanestro russa getta lo scompiglio tra gli uomini italiani durante una tournée in Italia per via della loro bellezza ed altezza.

## Produzione
L'aiuto regista fu Lucio Fulci.